# André Levinson
André Levinson (* 1. November 1887 in Sankt Petersburg; † 3. Dezember 1933 in Paris) war ein Journalist und Autor, der viel zum Thema Tanz schrieb. 

## Leben
André Levinson war Professor für französische Sprache und Literatur in Sankt Petersburg und verließ Russland 1919 wegen des russischen Bürgerkriegs. Nach Zwischenstationen in Sibirien, Litauen und Deutschland ließ er sich 1921 in Paris nieder und lebte dort bis zu seinem frühen Tod. 
Er lehrte an der Sorbonne russische Literatur und veröffentlichte Werke zum romantischen Ballett, zu Théophile Gautier, zur Ballerina Marie Taglioni, zur Tänzerin la Argentina, zu Léon Bakst, Michel Fokine, Serge Lifar, Paul Valéry und zu den les Ballets russes.
Er wurde auf dem cimetière du Père-Lachaise (division 87) bestattet.
Die Monatszeitschrift Theatre Arts monthly schrieb in einem Nachruf, Levinson habe wie kaum ein anderer die Fähigkeit besessen, Tanz in Worte zu übersetzen.
Die Ballettkritikerin Arlene Croce (* 1934) schrieb: 
Seldom in the history of dance has a mind as finely trained as Levionson's concverned itself with the art in so many of its forms and, in each, addressed root questions of style and meaning. Modern-day dance criticism isn't only in debt to Levinson; it would be unimaginbable without him.

## Werke (Auswahl)
- L'œuvre de  Léon Bakst pour La Belle au bois dormant, Maurice de Brunoff, Paris, 1922
- Meister des Ballets, Potsdam, Müller & Co, 1923
- Bakst. The story of Leon Bakst's life. Brentano's, New York, 1922 (online) 
  - Histoire de L. Bakst, H. Reynaud, Paris, 1924
- La Argentina. A study in spanish dancing, Paris, éditions Chroniques du Jour, 1928
- La Danse d'aujourd'hui, Paris, Duchartre et Van Buggenhoudt, 1929. Neuauflage 1990 (1929, danse d'aujourd'hui, ISBN 2-86869-630-9)
- Les Visages de la danse, Paris, Grasset, 1933
- André Levinson on dance: writings from Paris in the twenties. 1991 herausgegeben von Joan Acocella und  Lynn Garafola (limitierte Vorschau)